# 原鳥形龍屬
原鳥形龍屬是獸腳亞目手盜龍形類恐龍的一屬，生存於白堊紀晚期的蒙古國。

## 發現與命名
1965年，一個波蘭與蒙古國的古生物挖掘團隊，在蒙古國的巴彥扎格（Bayn Dzak）發現一個小型恐龍化石。
1983年，波蘭古動物學家Andrzej Elzanowski的研究首次提到這個小型恐龍化石
1992年，Elzanowski、彼得·沃爾赫費爾（Peter Wellnhofer）等人將這個小型恐龍化石進行描述、命名。隔年，他們進行詳細的研究。
模式種是Archaeornithoides deinosauriscus，屬名在古希臘文意為「與古代鳥類相似的外形」，種名意為「小型恐龍」，指原鳥形龍是一種體型小型的恐龍。

## 敘述
正模標本（編號ZPAL MgD-II/29）被發現於牙道黑達組（Djadokhta Formation），這個河道砂岩地層的地質年代為上白堊紀的晚坎潘階。正模標本是個破碎頭顱骨與下頜，包含上頜骨、部分顴骨、齒骨、以及齶骨。
原鳥形龍的正模標本非常小，破碎頭顱骨的長度為2.7公分，完整頭顱骨的長度約為5公分，完整身常被估計約為50到60公分，是最小型的恐龍之一。由於這個化石是個幼年個體，成年個體可成長到更大體型，但目前不知成年個體的身長。
原鳥形龍的口鼻部有長眶前孔，長度約是上頜的3/4。上頜有至少八顆牙齒，這些牙齒小型、呈圓錐狀，外表平滑、缺少鋸齒邊緣。齶骨顯示有次生孔的跡象。

## 分類
在1993年，Elzanowski等人提出原鳥形龍是最接近近鳥類的恐龍，主要依據一些類似鳥類的特徵，包含：前上頜骨及上頜骨之間有著交錯的縫合處、齶骨的凸起寬廣、具有氣竇、缺少齒間板、以及牙齒缺乏鋸齒邊緣。根據近年來的新化石，上述特徵常見於傷齒龍科及馳龍科的成年與幼年個體。Elzanowski等人提出原鳥形龍是傷齒龍科、棘龍科、里斯本鱷的近親，這些物種與鳥類構成一個演化支，而鳥類是起源於更原始的演化位置。之後的其他研究，並不支持傷齒龍科、棘龍科是近親，而里斯本鱷其實是種鱷形超目動物。
某些科學家認為，原鳥形龍的幼年標本可能屬於其他的蒙古傷齒龍科恐龍，例如蜥鳥龍或拜倫龍。在2009年，馬克·諾瑞爾（Mark Norell）等人研究一個拜倫龍的幼年顱骨，發現幼年、胚胎時期的獸腳類恐龍就具有許多成年個體的特徵，並發現原鳥形龍與拜倫龍的標本沒有關聯，兩者是獨立的屬。諾瑞爾等人也發現，原鳥形龍不是近鳥類的最近親，而確實屬於傷齒龍科。

## 獵食
原鳥形龍的腦殼有個明顯的咬痕，Elzanowski等人提出這咬痕由哺乳類的三角齒獸（Deltatheridium）所留下，三角齒獸是牙道黑達組常見的小型哺乳動物。在2002年，另有科學家認為這標本曾被消化過，然後才經歷化石化過程。如果屬實，這將是中生代哺乳類以恐龍為食的第一個證據。

## 外部連結
- 原鳥形龍 DinoData